# Pick Márk
Pick Márk (Szeged, 1843. december 12. – Szeged, 1892. május 11.) szalámigyáros, a Pick Szalámigyár alapítója.

## Életpályája
Zsidó családba született. Kereskedőnek tanult és gabonakereskedő lett. 1869-ben boltot nyitott szülővárosában, ahol telente néhány mázsás tételben kezdett szalámit készíteni, hasonlóan más termény- és paprikakereskedéshez. 1883-ban a szalámigyártást különválasztotta cége többi üzletágától, és olasz szakmunkásokkal kezdte meg a téliszalámi gyártását. Pick Márk Szalámigyára manufakturális termelése a századfordulóra már évi 25–30 vagonra emelkedett. A gyárat halála után özvegye irányította, majd az 1898-ban a termelésbe bekapcsolódott legidősebb fia, Jenő 1906-tól volt a vezetés tagja, aki 1934-től már önállóan vezette egészen az 1948-as államosításig. Pick Jenő 1968-ban hunyt el.